# أبراهام بارسونز

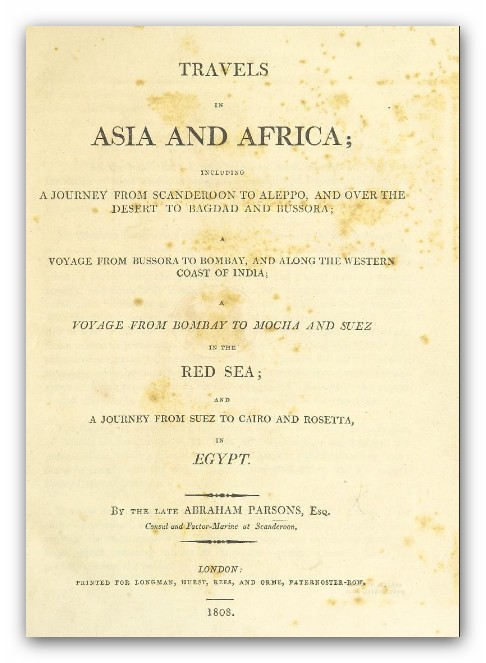
عنوان كتاب رحلات
أبراهام بارسونز

أبراهام بارسونز :بالإنجليزية: Abraham Parsons  (المتوفي عام 1785م) رحالة وتاجر و دبلوماسي إنجليزي كتب يوميات رحلته إلى الشرق الأوسط تحت عنوان رحلات في آسيا وأفريقيا ونشرت عام 1808م.

## السيرة
كان أبراهام بارسونز ملاحاً بحرياً في نشأته، فوالد ابراهام قبطاناً بحرياً وتاجراً يعمل على السفن التجارية، حيث ركب أبراهام البحر عندما كان شاباً في بداية حياته، وخلال قيادته للسفن التجارية زار عدداً من الدول حول العالم. ثم عمل تاجراً في برستل في إنجلترا، لكنه لم ينجح. وفي عام 1767م، عينته شركة المشرق الإنجليزية قنصلاً وعاملاً بحرياً لها في مدينة الإسكندرونة التركية. وبقي في هذا المنصب مدة ست سنوات، إلى ان استقال معللاً إستقالته بعدم ملائمة مناخ المدينة له.

## الرحلة
وبعد إستقالته من العمل الرسمي، بدأ السفر لإغراض تجارية، ومن خلالها قام بعدة رحلات شملت بلاد الأناضول والإسكندرونة وعبر الجبال إلى حلب وعبر الصحراء سالكاً الطريق البري من حلب حتى وصل بغداد عام 1764م، واستقر بها عدة أشهر واصفاً مناخ بغداد، وجسر القوارب الذي يربط جانبي بغداد، وقد ركز على حساب إرتفاع وإنخفاض مناسيب المياه وسرعة التيار في نهر دجلة بشكل يومي ولعدة أشهر، ثم قام بوصف سراي الحكومة وأعداد الجند ومساكنهم فيه، ووصف سور بغداد، وقلعة بغداد والثكنات العسكرية حولها، والجومع، والأسواق، والشوارع، والخانات، والبيوت، والمباني الحكومية، والمدارس العسكرية، ومدرسة الصنائع، ومطاحن الحبوب، ودار الجمارك والحمالون فيها، والمقهى المجاور للجمارك، وكذلك وصف ساحة الميدان، كما قدم وصفاً عن مقاهي بغداد وعدد روادها قبل وباء الطاعون وبعده، وكانت كثيرة عند زيارته. وسافر إلى مدينة بابل والحلة عبر نهر الفرات ووصل مصب الانهار في البصرة ،وكان وصوله اثناء حصار الجيش الفارسي للبصرة عام 1775م . وبعدها زار بومباي، وقد قام برحلة على طول الساحل الغربي للهند وزارها جميع ألأماكن عليه حتى وصل إلى مدينة غوا. ثم عاد عن طريق البحر الأحمر فوصل مصر، ثم زار مدينة المخا ثم السويس وبعدها القاهرة ثم زار مدينة رشيد. لقد واصل أبراهام بارسونز رحلته نحو الغرب حتى وصل إلى مدينة ليفورنو فمات فيها عام 1785م.

## آثاره
ترك ابراهام بارسونز مخطوطة عن رحلاته وأسفاره وقد ورثها صهره القس جون برجيو. فقام ابن برجيو وهو القس جون باين برجيو من مدينة برستل بتحرير ونشر المخطوطة عام 1880م، تحت عنوان: رحلات في آسيا وأفريقيا.